# 名古屋市立乳児院の乳児に対する人体実験
名古屋市立乳児院の乳児に対する人体実験（なごやしりつにゅうじいんのにゅうじにたいするじんたいじっけん）とは、1952年（昭和27年）11月に起こった1名の乳児の死亡事件に代表される、名古屋市立乳児院を舞台に起こった一連の人権侵害事件。日本弁護士連合会（日弁連）の警告書の件名を正式名称とした。

## 経緯
1955年（昭和30年）初夏に、名古屋市立大学（名古屋市立大学病院）の医局員Aが、名古屋弁護士会人権委員会を訪れ、本件に関しての調査依頼を行った。
同年9月、日弁連理事会が承認した本件に関する警告書が公表された。当警告書は、Aからの提訴と証拠資料の提供を受け、調査の結果、本件が「なんら治療の目的もなく、乳児の保護者の承諾も得ず、予備実験もなく行われた人体実験」であり、同院で流行した乳児下痢症及び一名の乳児の死亡の原因が、1952年11月中旬にα大腸菌、β大腸菌を「服用せしめた」こと、あるいは「服用せしめた菌の感染」の結果だと断言するものであった。
（以上、高杉晋吾『にっぽんのアウシュビッツを追って』中「実験される子供たち」の章が出典）
告発された側の名古屋市立大学小児科教授Bは本件に関して、大腸菌服用と乳児死亡の因果関係を否定したが、死ななかった乳児2人に服用させた事実は認めた。またBは、服用させた菌の危険性は否定したが、収容児たちには承諾できる保護者がいないケースが多かった点への遺憾の意を表明した。
日弁連は人権白書に本件の概要を記載した。

## 備考
本件を内部告発した医局員Aは、他の医局員から暴行を受け、Bから「精神分裂病」呼ばわりされたという。
1972年（昭和47年）に本件に取り組み始めたジャーナリスト高杉晋吾は、日弁連の決定によりAから提供された資料を見ることは拒否され、Aへの取材も本人から拒否されたが、Aから依頼を受けた弁護士Cへの取材を、日弁連副会長兼名古屋弁護士会会長の立ち会いのもとで行った。ところが、後にCから内容証明付きで取り消しの申し入れがあった。
Aが高杉の取材を拒否した際に言ったのは「内部告発のせいで小児科学会から村八分にされたが、最近は大学から仕事を回してもらえるようになり、やっとまともに生活できるようになった。若い頃は、自分の肌に合わない嫌なこと（人体実験のこと。高杉註）をやっている人がいる、という気持ちから告発したが、他人に与える迷惑を考慮していなかった。世の中はもっと複雑なものだと思うようになった」ということである。
この乳児院は孤児が多かったが、本件で死亡した乳児Dは、両親とも存命であり、父は公務員で、母が病気のために育児不能になったために収容された新入りであった。高杉は「なぜ新入りのDだけが感染後わずか一時間という短時間で死に至ったのか」についてのCによる談話を、1973年に著した『日本の人体実験』の中ではCの取消請求に応じて封印していたが、1984年の著作『にっぽんのアウシュビッツを追って』でそれを解いた。
（出典は、高杉の前掲書、および『日本の人体実験』七章「乳児をめぐる人体実験」）